# Raymond Fellay
Raymond Fellay   (Verbier, 16 de gener de 1932 - Sion, 29 de maig de 1994) fou un esquiador alpí suís que va competir durant la dècada de 1950.
El 1956 va prendre part en els Jocs Olímpics d'Hivern de Cortina d'Ampezzo, on va disputar tres proves del programa d'esquí alpí. Va guanyar la medalla de plata en la prova del descens, mentre en l'eslàlom fou onzè i en l'eslàlom gegant vint-i-setè.
Una vegada retirat es convertí en un empresari d'èxit, alhora que continuà vinculat a l'esquí fins a la seva mort, el 1994, a causa d'un càncer.